# هلنا کوالچیکووا
هلنا کوالچیکووا (لهستانی: Helena Kowalczykowa؛ ‏۲۵ فوریه ۱۹۰۷–۷ اوت ۱۹۹۹) بازیگر اهل لهستان بود.
از فیلم‌ها یا مجموعه‌های تلویزیونی که وی در آن‌ها نقش داشته‌است، می‌توان به رانندگان جایگزین، به‌دور از جاده، هفت آرزو، ترانه عاشقانه‌ای برای یانوشِک، دریاچه کنستانس، چهل‌ساله، مرشد و مارگاریتا، خیابان فرعی ۴، صفر-هفت، به‌گوشم و روزها و شب‌ها اشاره نمود.